# Brachymyrmex fiebrigi
Brachymyrmex fiebrigi es una especie de hormiga perteneciente al género Brachymyrmex, categorizada en la tribu Myrmelachistini, de la subfamilia Formicinae.

## Distribución
La especie es nativa de la región del Neotrópico. Se distribuye por América, en Argentina, Brasil, Costa Rica, Cuba, México, Paraguay y Surinam.

## Taxonomía
Fue descrita por Forel en 1908.